# Richard Fischer (Admiral)
Richard Fischer (* 24. März 1906 in Ahrensdorf; † 15. Dezember 1991 in Berlin) war ein deutscher Kommunist, ehemaliger KZ-Häftling, führend am Aufbau der Deutschen Volkspolizei in Ost-Berlin und der Nationalen Volksarmee der Deutschen Demokratischen Republik beteiligt.

## Leben
Fischer wurde als Sohn einer Landarbeiterin und eines Werkzeughärters geboren, wuchs in Berlin auf und beendete die Schule nach der 8. Klasse. Er erlernte ab 1920 den Beruf eines Bau- und Möbeltischlers. Danach übte er diesen Beruf bis 1928 als Geselle aus und arbeitete später als Bühnentischler sowie von 1929 bis 1932 als Tischler und Polier. 1930 trat er der KPD bei, ging nach der Machtergreifung der Nationalsozialisten in die Illegalität und wurde 1934 von der Gestapo verhaftet. Wegen "Vorbereitung zum Hochverrat" zu zweieinhalb Jahren Gefängnis verurteilt, saß er bis 1936 in Berlin in Haft. Nach seiner Freilassung arbeitete Fischer bis 1936 wieder als Tischler in Berlin, wurde 1937 jedoch erneut verhaftet und bis Kriegsende zunächst im Zuchthaus Brandenburg, ab 1941 im KZ Sachsenhausen inhaftiert. Im April 1945 gelang ihm während eines Arbeitseinsatzes in Berlin die Flucht.
Bereits wenige Tage nach Kriegsende trat Fischer am 15. Mai 1945 den polizeilichen Kräften in der sowjetischen Besatzungszone bei und war bis 1946 Stellvertretender Leiter der Kriminalpolizei in Berlin-Neukölln. 1946 trat er der SED bei. Anschließend war Fischer bis 1947 Stellvertretender Leiter der Kriminalpolizei in Berlin-Friedrichshain. In diesem Jahr stieg er zum Leiter der Kriminalinspektion des Volkspolizeipräsidiums Berlin auf und hielt diese Position bis 1949 inne. Danach war er bis 1950 Leiter der Abteilung Organisation und Verwaltung der Volkspolizei Berlin. Nach einem Lehrgang an der Verwaltungsakademie in Forst-Zinna wurde er am 1. August 1950 zum Leiter der Abteilung Kader der Hauptverwaltung Seepolizei im Rang eines Chefinspekteurs ernannt. Am 1. Oktober 1952 wurde ihm der einem Chefinspekteur entsprechende militärische Dienstgrad eines Konteradmirals verliehen. Von November 1952 bis 1954 war er Stellvertretender Chef der Verwaltung Kader und Leiter der Abteilung für See- und Lufteinheiten der Kasernierten Volkspolizei.
Danach schied er zunächst aus dem Militärdienst aus und war von August 1954 bis Dezember 1959 Botschafter der DDR in Nordkorea. 1960 erfolgte seine Reaktivierung für den Militärdienst im Bereich des Ministeriums für Nationale Verteidigung. Dort wurde ihm der Rang eines Generalmajors übertragen. Er wirkte an der Gründung des Deutschen Soldatensenders 935 mit. Anschließend war er bis 1961 Stellvertretender Chef der Politischen Verwaltung für allgemeine Fragen und 1962 Leiter der dortigen Zensurstelle. Von 1962 bis 1967 diente Fischer als Militärattaché in der Sowjetunion. Nach seiner Rückkehr 1967 wurde er Direktor der Militärbibliothek Strausberg/Dresden als Nachfolger von Generalmajor Rudolf Menzel, der wiederum sein Nachfolger als Militärattaché in Moskau wurde. Diese Position hielt er bis zu seinem Eintritt in den Ruhestand zum 31. Januar 1971 inne.

## Auszeichnungen
- 1976 Karl-Marx-Orden
- 1981 Vaterländischer Verdienstorden in Gold
- 1986 Ehrenspange zum Vaterländischen Verdienstorden in Gold